# Липпи, Марчелло
Марче́лло Ли́ппи (итал. Marcello Lippi; 12 апреля 1948, Виареджо, провинция Лукка) — итальянский футболист и футбольный тренер. Выступал на позиции либеро. После завершения игровой карьеры Липпи работал со множеством итальянских клубов, наибольших успехов добился с туринским «Ювентусом». Со сборной Италии выиграл чемпионат мира 2006 года, за что стал командором ордена «За заслуги перед Итальянской Республикой».
Липпи — первый тренер в истории футбола, выигравший и чемпионат мира, и Лигу чемпионов. В 2010 году сборная Италии под руководством Липпи, будучи действующим чемпионом мира, впервые в истории не выиграла ни одного матча на чемпионате мира.

## Игровая карьера

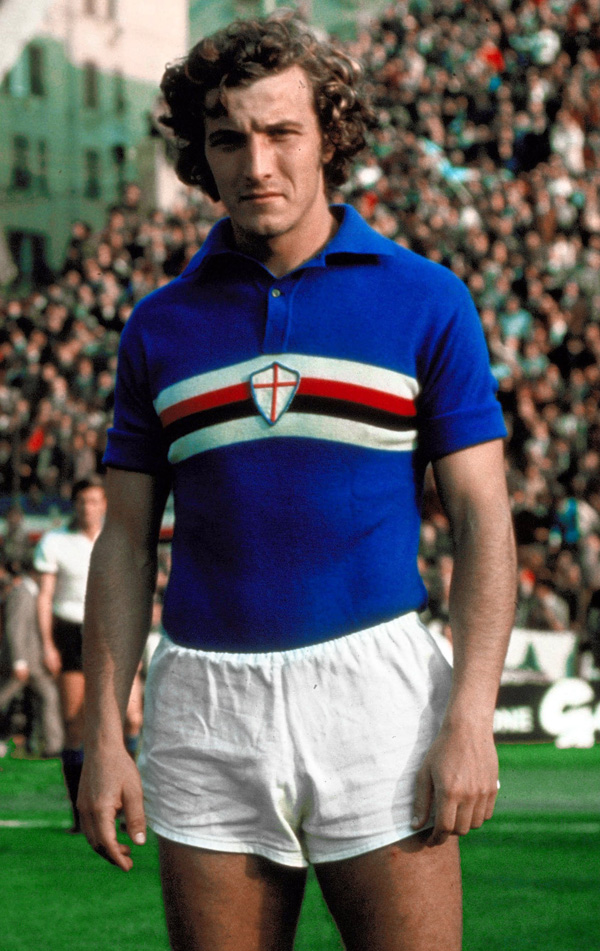
Липпи в 1970-х годах в составе «Сампдории»

Марчелло Липпи начал карьеру в 1969 году в клубе «Сампдория», в том же году, не проведя ни одной игры за основу, Липпи перешёл в «Савону», где провёл 1 сезон. После этого Липпи вернулся в «Сампдорию» и выступал за клуб 10 сезонов, играя на позиции либеро. Также Липпи провёл 2 игры за молодёжную сборную Италии до 23 лет. Завершил карьеру Липпи в клубе «Пистойезе» в 1982 году.

## Тренерская карьера
Тренерскую карьеру Липпи начал сразу после завершения карьеры игрока, возглавив молодёжный состав клуба «Сампдория». В 1985 году он возглавил клуб серии С2 «Понтедера». На следующий сезон Липпи стал тренером «Сиены», но был уволен после протестов болельщиков, недовольных игрой команды. В сезоне 1988/89 Липпи тренировал клуб «Каррарезе», который под его руководством вышел в серию В. Этот успех позволил обратить на Липпи внимание Эдмио Лугарези, президента клуба серии А, «Чезена». После этого назначения Липпи сказал: «Я мог ожидать вызов со стороны хорошего клуба серии В, но, конечно, не одного из клубов серии А».
В своём первом сезоне с «Чезеной» Липпи смог добиться поставленной перед ним задачи — сохранить место в высшем итальянском дивизионе. А благодарные тиффози команды прозвали Липпи «Пол Ньюман» из-за внешнего сходства главного тренера команды и известного американского актёра. Однако в следующем году «Чезена» всё же вылетела в серию В, за что по окончании сезона Липпи был уволен. В 1991 году Липпи возглавил «Луккезе», добившись с этим клубом 8-го места в серии В. На следующий сезон Липпи стал тренером «Аталанты», с которой занял высокое для этого клуба 7-е место в серии А. В 1993 году Липпи был назначен главным тренером клуба «Наполи». С этой командой Липпи занял 6-е место в чемпионате страны, чем добился выхода клуба в розыгрыш Кубка УЕФА.

### «Ювентус»
В 1994 году президентом одного из крупнейших клубов Италии, «Ювентуса», стал Лучано Моджи. Одним из первых действий на посту президента клуба стало приглашение на пост главного тренера команды Марчелло Липпи. Смена руководства клуба привела к тому, что многие звёзды клуба покинули ряды «Юве». Немногие верили в возможность «Старой синьоры» выигрывать титулы, однако этот период в истории клуба стал одним из самых результативных. Марчелло построил игру команды по схеме 4-2-3-1, что на некоторое время сделало её одной из самых популярных в Европе. С «Ювентусом» Липпи выиграл три чемпионата Италии, Кубок Италии, два Суперкубка Италии, Лигу чемпионов, Суперкубок УЕФА и Межконтинентальный кубок, а также выходил в финал Кубка УЕФА и дважды в финал Лиги чемпионов. Липпи подал в отставку с поста тренера «Ювентуса» после домашнего поражения от «Пармы» со счётом 2:4. На посту тренера его заменил Карло Анчелотти.

Действительно, в 90-х годах в моих услугах были заинтересованы «Реал» и «Барселона». Но я не захотел рассмотреть их предложения. Дело в том, что тогда я возглавлял туринский «Ювентус», а в те времена это был максимум.

### «Интер» Милан
После 4,5 лет в «Ювентусе», Липпи возглавил клуб «Интернационале». Период работы Марчелло в «Интере» характеризовался конфликтами с Роберто Баджо, которые развились ещё во времена игры Баджо в «Ювентусе». После первого сезона в клубе Липпи попросил президента клуба, Массимо Моратти, разорвать с ним контракт, однако Моратти не согласился. Но уже в начале следующего сезона, после поражения в первом туре от «Реджины» со счётом 1:2 Липпи был уволен. До этого поражения «Интер» не смог пробиться в основной турнир Лиги чемпионов, проиграв «Хельсинборгу» с общим счётом 0:1 (0:1 в гостях и 0:0 дома).

### «Ювентус»

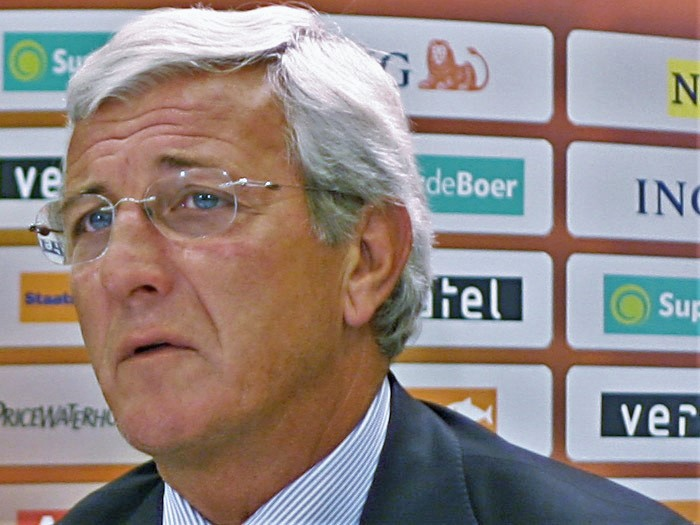
Липпи в качестве главного тренера «Ювентуса»

Летом 2001 года Липпи вернулся в «Ювентус». За три года на тренерской скамейке «бьянконери» Липпи выиграл два чемпионата Италии и два итальянских Суперкубка. Также он в 4-й раз в своей карьере достиг финала Лиги чемпионов, но в нём клуб проиграл в серии послематчевых пенальти со счётом 2:3 «Милану».

### Сборная Италии (2004—2006)
16 июля 2004 года Липпи был назначен главным тренером сборной Италии. В своём первом матче под руководством Липпи Италия проиграла Исландии со счётом 0:2. Однако сборная удачно прошла отборочные матчи к чемпионату мира 2006, квалифицировавшись с 1-го места в группе. В преддверии мирового первенства, в итальянском футболе вспыхнул коррупционный скандал. Одним из обвиняемых оказался сын Липпи, являвшийся одним из организаторов Gea World — компании, обвинённой в организации договорных игр. Некоторые газеты, а также политические партии, начали кампанию по дискредитации Липпи, а также членов команды, Фабио Каннаваро и Джанлуиджи Буффона, игроков «Юве», призывая бойкотировать игры сборной.
Однако кампания не дала результата, а Липпи привёл сборную к выигрышу чемпионата мира, впервые с 1982 года. 12 июля, через 3 дня после финала мундиаля, Липпи объявил о том, что не намерен продолжать работу с национальной командой. 11 декабря Липпи получил специальный приз премии «Золотая скамья», вручаемый лучшему тренеру клубов серии А по версии коллег; так тренеры клубов отметили роль Липпи в итальянском футболе.
После ухода из сборной Липпи не тренировал, работая комментатором компании SKY.

### Сборная Италии (2008—2010)

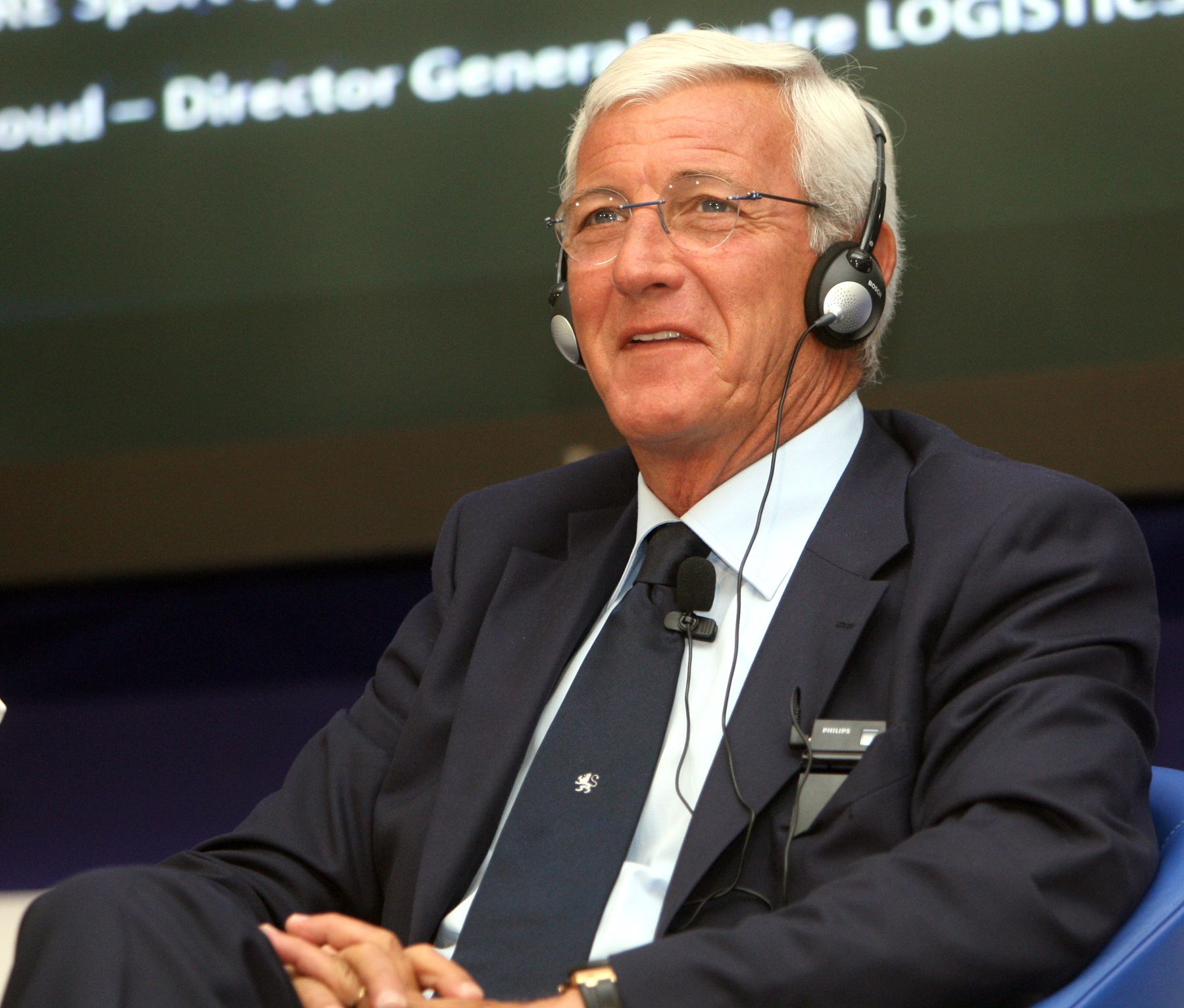
Липпи на Международном фестивале журналистики, 2011 год

26 июня 2008 года, после увольнения из сборной Роберто Донадони, Липпи во второй раз возглавил команду Италии, несмотря на то, что до этого делал заявления о невозможности своего возвращения на тренерский пост «Скуадры Адзурры». 1 июля в Риме Липпи был представлен тренером сборной Италии. 20 августа Липпи провёл первый матч в свой период со «Скуадрой Адзуррой»; в этой игре Италия сыграла вничью с Австрией 2:2. Несмотря на не слишком уверенную игру в начале квалификации, Италия регулярно набирала очки. После матча Италии с Черногорией, в которой итальянцы победили 2:1 благодаря дублю Альберто Аквилани, Липпи сравнялся с Витторио Поццо, тренером сборной 1930-х годов, по количеству беспроигрышных матчей (30 игр). В следующей игре, 19 ноября 2008 года, с Грецией, закончившейся вничью 1:1, Липпи побил этот рекорд, став с 31-м матчем лучшим тренером в истории сборной Италии, проведшим игры подряд без поражений, также Липпи в той же игре достиг мирового рекорда для сборных, проведшим матчи подряд без поражений, сравнявшись по этому показателю с двумя другими наставниками, Хавьером Клементе, который провёл 31 беспроигрышный матч с Испанией и Альфио Басиле, достигшего такого же результата с Аргентиной). Рекорд был остановлен в следующей игре, в которой Италия проиграла Бразилии со счётом 0:2. 28 марта Италия обеспечила себе квалификацию на чемпионат мира 2010 после победы над Черногорией со счётом 2:0.
В июне 2009 года Италия впервые участвовала в розыгрыше Кубка конфедераций, но не смогла даже выйти из группы: победив со счётом 3:1 США в первой игре, в двух последующих матчах команда Липпи проиграла: сначала Египту (0:1), а затем Бразилии (0:3).

Накануне чемпионата мира 2010 стало известно, что после первенства сборную возглавит Чезаре Пранделли; кандидатуру которого Марчелло поддержал. На самом турнире Италия набрала 2 очка, дважды сыграв вничью со сборными Парагвая и Новой Зеландии и проиграв Словакии, заняв последнее место в группе. В игре со Словакией Италия пропустила 3 мяча, что случилось с ней впервые за 40 лет участия в мировых первенствах. После вылета Италии Липпи сказал: 

«Я беру ответственность за этот провал на себя. Никаких оправданий быть не может. Если на таком турнире, как чемпионат мира, команда выступает с ужасом в глазах и голове, значит, тренер недостаточно хорошо её подготовил. Мне очень жаль наших болельщиков. Я надеялся, что эта команда выступит гораздо лучше, но, видимо, у меня не получилось правильно её подготовить. Мне жаль, что я заканчиваю свою работу вот так. Я ожидал чего угодно, только не такого. Желаю удачи победителям и хочу поблагодарить всех за четыре года работы».

В июне 2011 года Липпи выразил желание поработать с какой-нибудь национальной командой.

### «Гуанчжоу Эвергранд»
17 мая 2012 года Липпи возглавил китайский «Гуанчжоу Эвергранд». Контракт подписан сроком на 2 года и 6 месяцев. 27 октября после победы «Гуанчжоу» над «Цзянсу Сайнти» клуб, возглавляемый Марчелло, стал чемпионом страны. Менее чем через месяц, 18 ноября, Липпи выиграл с «Гуанчжоу» второй трофей — Кубок Китая.

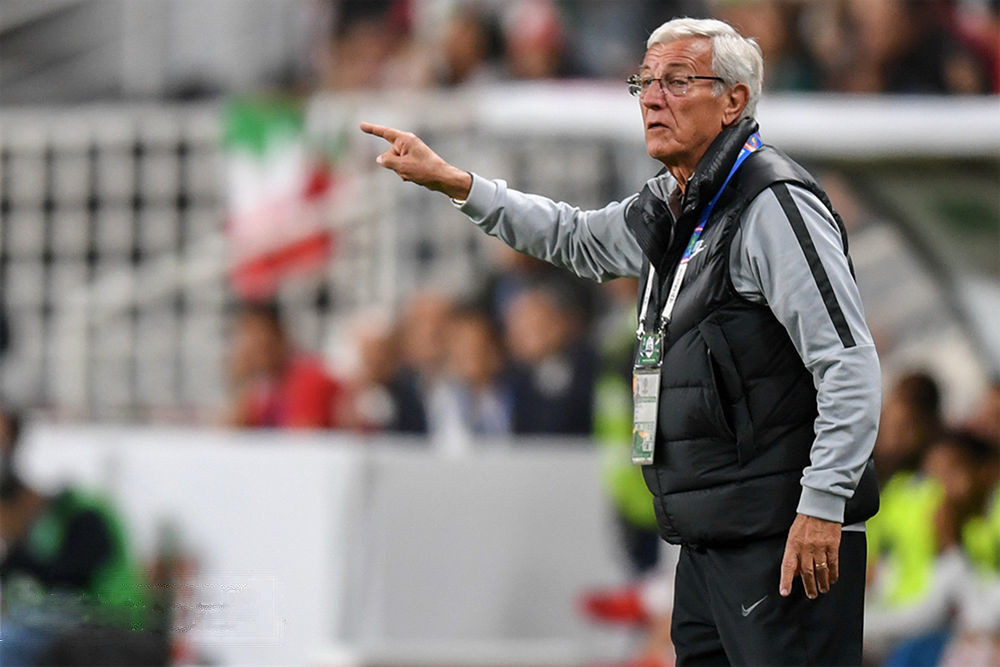
Липпи на посту главного тренера сборной Китая

### Сборная Китая
22 октября 2016 года Липпи возглавил сборную Китая. Итальянец будет зарабатывать примерно 20 миллионов евро в год. 15 ноября 2016 года в первом матче под руководством Липпи сборная Китая сыграла вничью с Катаром со счётом 0:0 в квалификационном турнире ЧМ-2018.
25 января 2019 года Марчелло Липпи покинул пост главного тренера сборной Китая.
22 октября 2020 года Липпи заявил, что завершил тренерскую карьеру: «Я определённо завершил карьеру тренера. Похоже, этого достаточно».

## Конфликты с футболистами
Липпи часто конфликтовал с футболистами. Особенно был известен конфликт Марчелло и Роберто Баджо, который начался в сезоне 1994/95, после того как Баджо начал вытесняться из состава молодым Алессандро Дель Пьеро. По другой версии, Баджо был нарочно вытеснен из состава, после того как отказал просьбе Липпи «шпионить» за партнёрами по команде.
Также Липпи конфликтовал с Кристианом Пануччи. Плохие отношения игрока и тренера развились во времена работы Липпи с «Интером», когда Кристиан отказался выходить на поле в одном из матчей чемпионата. По причине этого конфликта Липпи не взял Пануччи на чемпионат мира 2006, несмотря на то, что Пануччи считался сильнее, чем игрок основы сборной Кристиан Дзаккардо.
Другим известным конфликтом Липпи были отношения с Марко Ди Вайо, который в 2004 году предпочёл уйти из «Ювентуса» в «Валенсию». В феврале 2009 года игрок основы сборной Лука Тони попросил попробовать Ди Вайо в составе сборной, но Липпи не послушал своего форварда. Конфликтовал Липпи и с Антонио Кассано, который не вызывался в сборную ни в 2006 году, ни в 2009 году. Сам Кассано считал, что пока Липпи тренирует национальную команду, его в сборную не вызовут.

## Достижения

### Командные
«Ювентус»
- Чемпион Италии (5): 1994/95, 1996/97, 1997/98, 2001/02, 2002/03
- Обладатель Кубка Италии: 1994/95
- Обладатель Суперкубка Италии (4): 1995, 1997, 2002, 2003
- Победитель Лиги Чемпионов: 1995/96
- Обладатель Суперкубка УЕФА: 1996
- Обладатель Межконтинентального Кубка: 1996

«Гуанчжоу Эвергранд»
- Чемпион Китая (3): 2012, 2013, 2014
- Обладатель Кубка Китая: 2012
- Обладатель Суперкубка Китая: 2012
- Победитель Лиги Чемпионов АФК: 2013

Сборная Италии
- Чемпион мира: 2006

Сборная Китая
- Бронзовый призёр чемпионата Восточной Азии по футболу: 2017

### Личные
- Футбольный тренер года в Италии (Оскар дель Кальчо) (3): 1997, 1998, 2003
- Обладатель трофея «Золотая скамья» (2): 1995, 1996
- Футбольный тренер года в Европе: 1996
- Лучший клубный тренер мира по версии МФФИИС (2): 1996, 1998
- Футбольный тренер года по версии Onze d’Or: 1997
- Тренер года по версии УЕФА: 1998
- World Soccer Magazine Лучший тренер года: 2006
- Футбольный тренер года в сборной по версии МФФИИС: 2006
- Введён в Зал славы итальянского футбола: 2011
- Тренер года по версии Китайской футбольной ассоциации: 2013
- Премия Globe Soccer Awards за выдающуюся тренерскую карьеру: 2017
- Golden Foot: 2018 (в номинации «Легенды футбола»)

## Награды
- Командор ордена «За заслуги перед Итальянской Республикой»: 12 декабря 2006[23].

## Тренерская статистика
| Команда            | Начало работы   | Завершение работы | Показатели | Показатели | Показатели | Показатели | Показатели |
| Команда            | Начало работы   | Завершение работы | М          | В          | Н          | П          | % побед    |
| ------------------ | --------------- | ----------------- | ---------- | ---------- | ---------- | ---------- | ---------- |
| Чезена             | 1 июля 1989     | 26 января 1991    | 55         | 10         | 21         | 24         | 018,18     |
| Луккезе            | 1 июля 1991     | 30 июня 1992      | 42         | 9          | 22         | 11         | 021,43     |
| Аталанта           | 1 июля 1992     | 30 июня 1993      | 36         | 15         | 8          | 13         | 041,67     |
| Наполи             | 1 июля 1993     | 30 июня 1994      | 36         | 12         | 13         | 11         | 033,33     |
| Ювентус            | 1 июля 1994     | 7 февраля 1999    | 244        | 138        | 64         | 42         | 056,56     |
| Интернационале     | 1 июля 1999     | 1 октября 2000    | 51         | 25         | 11         | 15         | 049,02     |
| Ювентус            | 1 июля 2001     | 28 мая 2004       | 161        | 92         | 36         | 33         | 057,14     |
| Сборная Италии     | 1 июля 2004     | 12 июля 2006      | 29         | 18         | 9          | 2          | 062,07     |
| Сборная Италии     | 1 июля 2008     | 30 июня 2010      | 27         | 11         | 11         | 5          | 040,74     |
| Гуанчжоу Эвергранд | 17 мая 2012     | 2 ноября 2014     | 124        | 82         | 22         | 20         | 066,13     |
| Сборная Китая      | 22 октября 2016 | 25 января 2019    | 31         | 12         | 8          | 11         | 038,71     |
| Сборная Китая      | 24 мая 2019     | 14 ноября 2019    | 6          | 4          | 1          | 1          | 066,67     |
| Итого              | Итого           | Итого             | 842        | 428        | 226        | 188        | 050,83     |